# Chili op de Olympische Zomerspelen 2024
Chili nam deel aan de Olympische Zomerspelen 2024 in Parijs, Frankrijk.

## Medailleoverzicht
| Medaille | Naam               | Sport       | Onderdeel                             | Datum           |
| -------- | ------------------ | ----------- | ------------------------------------- | --------------- |
| Goud     | Francisca Crovetto | Schietsport | Skeet (v)                             | 4 augustus 2024 |
|          |                    |             |                                       |                 |
| Zilver   | Yasmani Acosta     | Worstelen   | Grieks-Romeins Superzwaar -130 kg (m) | 6 augustus 2024 |

## Aantal Deelnemers
Hieronder volgt een overzicht van de atleten die zich reeds gekwalificeerd hebben voor de Olympische Zomerspelen van 2024.
| Sport            | Mannen | Vrouwen | Totaal |
| ---------------- | ------ | ------- | ------ |
| Atletiek         | 6      | 3       | 9      |
| Boogschieten     | 1      | 0       | 1      |
| Golf             | 2      | 0       | 2      |
| Judo             | 1      | 1       | 2      |
| Kanovaren        | 0      | 3       | 3      |
| Moderne vijfkamp | 1      | 0       | 1      |
| Paardensport     | 1      | 0       | 1      |
| Roeien           | 2      | 2       | 4      |
| Schermen         | 0      | 1       | 1      |
| Schietsport      | 1      | 1       | 2      |
| Taekwondo        | 1      | 1       | 2      |
| Tafeltennis      | 1      | 2       | 3      |
| Tennis           | 3      | 0       | 3      |
| Triatlon         | 2      | 0       | 2      |
| Volleybal        | 2      | 0       | 2      |
| Wielersport      | 2      | 2       | 4      |
| Worstelen        | 2      | 0       | 2      |
| Zeilen           | 1      | 1       | 2      |
| Zwemmen          | 1      | 1       | 2      |
| Totaal           | 30     | 18      | 48     |

## Deelnemers en resultaten

### Atletiek

#### Loopnummers
Mannen
| atleet        | onderdeel   | series | series | herkansingen | herkansingen | halve finale   | halve finale   | finale         | finale         |
| atleet        | onderdeel   | tijd   | rang   | tijd         | rang         | tijd           | rang           | tijd           | rang           |
| ------------- | ----------- | ------ | ------ | ------------ | ------------ | -------------- | -------------- | -------------- | -------------- |
| Martín Saenz  | 110m horden | 13,83  | 8 H    | 13,95        | 6            | niet geplaatst | niet geplaatst | niet geplaatst | niet geplaatst |
| Hugo Catrileo | marathon    | n.v.t. | n.v.t. | n.v.t.       | n.v.t.       | n.v.t.         | n.v.t.         | 2.15.44        | 59             |
| Carlos Díaz   | marathon    | n.v.t. | n.v.t. | n.v.t.       | n.v.t.       | n.v.t.         | n.v.t.         | 2.14.25        | 53             |

Vrouwen
| atleet       | onderdeel | series | series | herkansingen | herkansingen | halve finale   | halve finale   | finale         | finale         |
| atleet       | onderdeel | tijd   | rang   | tijd         | rang         | tijd           | rang           | tijd           | rang           |
| ------------ | --------- | ------ | ------ | ------------ | ------------ | -------------- | -------------- | -------------- | -------------- |
| Martina Weil | 400m      | 51,15  | 4 H    | 51,79        | 6            | niet geplaatst | niet geplaatst | niet geplaatst | niet geplaatst |

#### Technische nummers
Mannen
| atleet            | onderdeel      | kwalificaties | kwalificaties | finale         | finale         |
| atleet            | onderdeel      | afstand       | rang          | afstand        | rang           |
| ----------------- | -------------- | ------------- | ------------- | -------------- | -------------- |
| Claudio Romero    | discuswerpen   | NM            | NM            | niet geplaatst | niet geplaatst |
| Gabriel Kehr      | hamerslingeren | 72,31 m       | 20            | niet geplaatst | niet geplaatst |
| Humberto Mansilla | hamerslingeren | 71,83 m       | 24            | niet geplaatst | niet geplaatst |

Vrouwen
| atleet            | onderdeel   | kwalificaties | kwalificaties | finale         | finale         |
| atleet            | onderdeel   | afstand       | rang          | afstand        | rang           |
| ----------------- | ----------- | ------------- | ------------- | -------------- | -------------- |
| Natalia Duco      | kogelstoten | 16,11 m       | 30            | niet geplaatst | niet geplaatst |
| Humberto Mansilla | kogelstoten | 17,47 m       | 18            | niet geplaatst | niet geplaatst |

### Boogschieten
Mannen
| atleet          | onderdeel   | plaatsingsronde | plaatsingsronde | eerste ronde         | tweede ronde         | derde ronde          | kwartfinale          | halve finale         | finale / BM          | finale / BM    |
| atleet          | onderdeel   | score           | rang            | tegenstander uitslag | tegenstander uitslag | tegenstander uitslag | tegenstander uitslag | tegenstander uitslag | tegenstander uitslag | rang           |
| --------------- | ----------- | --------------- | --------------- | -------------------- | -------------------- | -------------------- | -------------------- | -------------------- | -------------------- | -------------- |
| Andrés Gallardo | individueel | 641             | 57              | Gazoz V 0 - 6        | niet geplaatst       | niet geplaatst       | niet geplaatst       | niet geplaatst       | niet geplaatst       | niet geplaatst |

### Golf
| atleet          | onderdeel | eerste ronde | tweede ronde | derde ronde | vierde ronde | totaal | totaal | totaal |
| atleet          | onderdeel | score        | score        | score       | score        | score  | par    | rang   |
| --------------- | --------- | ------------ | ------------ | ----------- | ------------ | ------ | ------ | ------ |
| Joaquín Niemann | mannen    | 66           | 70           | 68          | 68           | 272    | -12    | 9      |
| Mito Pereira    | mannen    | 69           | 76           | 74          | 66           | 285    | +1     | 45     |

### Judo
Mannen
| atleet         | onderdeel | eerste ronde         | tweede ronde         | derde ronde          | kwartfinale          | halve finale         | herkansing           | finale / BM          | finale / BM    |
| atleet         | onderdeel | tegenstander uitslag | tegenstander uitslag | tegenstander uitslag | tegenstander uitslag | tegenstander uitslag | tegenstander uitslag | tegenstander uitslag | rang           |
| -------------- | --------- | -------------------- | -------------------- | -------------------- | -------------------- | -------------------- | -------------------- | -------------------- | -------------- |
| Thomas Briceno | −100 kg   | n.v.t.               | Kuczera V 00 - 10    | niet geplaatst       | niet geplaatst       | niet geplaatst       | niet geplaatst       | niet geplaatst       | niet geplaatst |

Vrouwen
| atlete          | onderdeel | eerste ronde         | tweede ronde         | derde ronde          | kwartfinale          | halve finale         | herkansing           | finale / BM          | finale / BM    |
| atlete          | onderdeel | tegenstander uitslag | tegenstander uitslag | tegenstander uitslag | tegenstander uitslag | tegenstander uitslag | tegenstander uitslag | tegenstander uitslag | rang           |
| --------------- | --------- | -------------------- | -------------------- | -------------------- | -------------------- | -------------------- | -------------------- | -------------------- | -------------- |
| Mary Dee Vargas | −48 kg    | n.v.t.               | Martínez V 00 - 01   | niet geplaatst       | niet geplaatst       | niet geplaatst       | niet geplaatst       | niet geplaatst       | niet geplaatst |

### Kanovaren

#### Sprint
Vrouwen
| atlete                      | onderdeel | series  | series | kwartfinale | kwartfinale | halve finale | halve finale | finale  | finale |
| atlete                      | onderdeel | tijd    | rang   | tijd        | rang        | tijd         | rang         | tijd    | rang   |
| --------------------------- | --------- | ------- | ------ | ----------- | ----------- | ------------ | ------------ | ------- | ------ |
| María Mailliard             | C-1 200 m | 46,50   | 2 HF   | bye         | bye         | 46,76        | 6 FB         | 46,77   | 12     |
| Karen Roco                  | C-1 200 m | 47,55   | 5 KF   | 47,73       | 2 HF        | 47,63        | 7 FB         | 48,25   | 15     |
| María Mailliard Paula Gómez | C-2 500 m | 2.00,28 | 4 KF   | 2.00,82     | 2 Q         | 1.58,10      | 5 FB         | 2.05,02 | 12     |

### Moderne vijfkamp
| atleet         | onderdeel | onderdeel    | schermen (degen) | schermen (degen) | schermen (degen) | schermen (degen) | zwemmen (200 m vrije slag) | zwemmen (200 m vrije slag) | zwemmen (200 m vrije slag) | paardrijden (springen) | paardrijden (springen) | paardrijden (springen) | combinatie: schieten/lopen (10 m luchtpistool)/(3200 m) | combinatie: schieten/lopen (10 m luchtpistool)/(3200 m) | combinatie: schieten/lopen (10 m luchtpistool)/(3200 m) | totaal punten  | rang           |
| atleet         | onderdeel | onderdeel    | RR               | BR               | rang             | punten           | tijd                       | rang                       | punten                     | strafpunten            | rang                   | punten                 | tijd                                                    | rang                                                    | punten                                                  | totaal punten  | rang           |
| -------------- | --------- | ------------ | ---------------- | ---------------- | ---------------- | ---------------- | -------------------------- | -------------------------- | -------------------------- | ---------------------- | ---------------------- | ---------------------- | ------------------------------------------------------- | ------------------------------------------------------- | ------------------------------------------------------- | -------------- | -------------- |
| Esteban Bustos | mannen    | halve finale | 13-22            | 2                | 31               | 192              | 2.09,70                    | 17                         | 291                        | 19                     | 16                     | 281                    | 10.46,96                                                | 17                                                      | 654                                                     | 1418           | 16             |
| Esteban Bustos | mannen    | finale       | niet geplaatst   | niet geplaatst   | niet geplaatst   | niet geplaatst   | niet geplaatst             | niet geplaatst             | niet geplaatst             | niet geplaatst         | niet geplaatst         | niet geplaatst         | niet geplaatst                                          | niet geplaatst                                          | niet geplaatst                                          | niet geplaatst | niet geplaatst |

### Paardensport

#### Jumping
| ruiter              | paard                  | onderdeel   | kwalificatie | kwalificatie | finale         | finale         | finale         |
| ruiter              | paard                  | onderdeel   | strafpunten  | rang         | strafpunten    | tijd           | rang           |
| ------------------- | ---------------------- | ----------- | ------------ | ------------ | -------------- | -------------- | -------------- |
| Agustín Covarrubias | Nelson du Petit Vivier | individueel | 31           | 65           | niet geplaatst | niet geplaatst | niet geplaatst |

### Roeien
Mannen
| atleet                     | onderdeel        | series  | series | herkansingen | herkansingen | kwartfinale | kwartfinale | halve finale | halve finale | finale  | finale |
| atleet                     | onderdeel        | tijd    | rang   | tijd         | rang         | tijd        | rang        | tijd         | rang         | tijd    | rang   |
| -------------------------- | ---------------- | ------- | ------ | ------------ | ------------ | ----------- | ----------- | ------------ | ------------ | ------- | ------ |
| César Abaroa Eber Sanhueza | licht dubbeltwee | 6.46,90 | 4 H    | 6.58,78      | 4 FC         | n.v.t.      | n.v.t.      | bye          | bye          | 6.28,00 | 13     |

Vrouwen
| atleet                         | onderdeel   | series  | series | herkansingen | herkansingen | kwartfinale | kwartfinale | halve finale | halve finale | finale  | finale |
| atleet                         | onderdeel   | tijd    | rang   | tijd         | rang         | tijd        | rang        | tijd         | rang         | tijd    | rang   |
| ------------------------------ | ----------- | ------- | ------ | ------------ | ------------ | ----------- | ----------- | ------------ | ------------ | ------- | ------ |
| Antonia Abraham Melita Abraham | twee-zonder | 7.23,01 | 3 HF   | bye          | bye          | n.v.t.      | n.v.t.      | 7.26,82      | 4 FB         | 7.10,45 | 9      |

Legenda: FA=finale A (medailles); FB=finale B (geen medailles); FC=finale C (geen medailles); FD=finale D (geen medailles); FE=finale E (geen medailles); FF=finale F (geen medailles); HA/B=halve finale A/B; HC/D=halve finale C/D; HE/F=halve finale E/F; KF=kwartfinale; H=herkansing

### Schermen
Vrouwen
| atleet            | onderdeel | eerste ronde         | tweede ronde         | derde ronde          | kwartfinale          | halve finale         | finale / BM          | finale / BM    |
| atleet            | onderdeel | tegenstander uitslag | tegenstander uitslag | tegenstander uitslag | tegenstander uitslag | tegenstander uitslag | tegenstander uitslag | rang           |
| ----------------- | --------- | -------------------- | -------------------- | -------------------- | -------------------- | -------------------- | -------------------- | -------------- |
| Arantxa Inostroza | floret    | bye                  | Guo V 7 - 15         | niet geplaatst       | niet geplaatst       | niet geplaatst       | niet geplaatst       | niet geplaatst |

### Schietsport
Mannen
| atlete               | onderdeel        | kwalificaties | kwalificaties | finale         | finale         |
| atlete               | onderdeel        | punten        | rang          | punten         | rang           |
| -------------------- | ---------------- | ------------- | ------------- | -------------- | -------------- |
| Diego Santiago Parra | 10m luchtpistool | 568           | 27            | niet geplaatst | niet geplaatst |

Vrouwen
| atlete             | onderdeel | kwalificaties | kwalificaties | finale  | finale |
| atlete             | onderdeel | punten        | rang          | punten  | rang   |
| ------------------ | --------- | ------------- | ------------- | ------- | ------ |
| Francisca Crovetto | skeet     | 120           | 5 Q           | 55 (+7) | Goud   |

### Taekwondo
Mannen
| atleet            | onderdeel | kwalificatie         | eerste ronde                       | kwartfinale          | halve finale         | herkansing           | finale / BM          | finale / BM    |
| atleet            | onderdeel | tegenstander uitslag | tegenstander uitslag               | tegenstander uitslag | tegenstander uitslag | tegenstander uitslag | tegenstander uitslag | rang           |
| ----------------- | --------- | -------------------- | ---------------------------------- | -------------------- | -------------------- | -------------------- | -------------------- | -------------- |
| Joaquín Churchill | -80 kg    | bye                  | Seo G-w V 1 - 2 (8-6, 16-16, 1-14) | niet geplaatst       | niet geplaatst       | niet geplaatst       | niet geplaatst       | niet geplaatst |

Vrouwen
| atleet           | onderdeel | kwalificatie         | eerste ronde                | kwartfinale          | halve finale         | herkansing           | finale / BM          | finale / BM    |
| atleet           | onderdeel | tegenstander uitslag | tegenstander uitslag        | tegenstander uitslag | tegenstander uitslag | tegenstander uitslag | tegenstander uitslag | rang           |
| ---------------- | --------- | -------------------- | --------------------------- | -------------------- | -------------------- | -------------------- | -------------------- | -------------- |
| Fernanda Aguirre | +67 kg    | n.v.t.               | Kuş V 1 - 2 (4-4, 0-2, 0-3) | niet geplaatst       | niet geplaatst       | niet geplaatst       | niet geplaatst       | niet geplaatst |

### Tafeltennis
Mannen
| atleet         | onderdeel | voorronde            | eerste ronde         | tweede ronde         | derde ronde          | kwartfinale          | halve finale         | finale / BM          | finale / BM    |
| atleet         | onderdeel | tegenstander uitslag | tegenstander uitslag | tegenstander uitslag | tegenstander uitslag | tegenstander uitslag | tegenstander uitslag | tegenstander uitslag | rang           |
| -------------- | --------- | -------------------- | -------------------- | -------------------- | -------------------- | -------------------- | -------------------- | -------------------- | -------------- |
| Nicolás Burgos | enkelspel | bye                  | Grassimenko V 0 - 4  | niet geplaatst       | niet geplaatst       | niet geplaatst       | niet geplaatst       | niet geplaatst       | niet geplaatst |

Vrouwen
| atleet             | onderdeel | voorronde            | eerste ronde         | tweede ronde         | derde ronde          | kwartfinale          | halve finale         | finale / BM          | finale / BM    |
| atleet             | onderdeel | tegenstander uitslag | tegenstander uitslag | tegenstander uitslag | tegenstander uitslag | tegenstander uitslag | tegenstander uitslag | tegenstander uitslag | rang           |
| ------------------ | --------- | -------------------- | -------------------- | -------------------- | -------------------- | -------------------- | -------------------- | -------------------- | -------------- |
| María Paulina Vega | enkelspel | bye                  | Zhang V 0 - 4        | niet geplaatst       | niet geplaatst       | niet geplaatst       | niet geplaatst       | niet geplaatst       | niet geplaatst |
| Zhiying Zeng       | enkelspel | Sahakian V 1 - 4     | niet geplaatst       | niet geplaatst       | niet geplaatst       | niet geplaatst       | niet geplaatst       | niet geplaatst       | niet geplaatst |

### Tennis
Mannen
| atlete                         | onderdeel  | eerste ronde         | tweede ronde         | derde ronde          | kwartfinale          | halve finale         | finale / BM          | finale / BM |
| atlete                         | onderdeel  | tegenstander uitslag | tegenstander uitslag | tegenstander uitslag | tegenstander uitslag | tegenstander uitslag | tegenstander uitslag | rang        |
| ------------------------------ | ---------- | -------------------- | -------------------- | -------------------- | -------------------- | -------------------- | -------------------- | ----------- |
| Tomás Barrios                  | enkelspel  |                      |                      |                      |                      |                      |                      |             |
| Nicolás Jarry                  | enkelspel  |                      |                      |                      |                      |                      |                      |             |
| Alejandro Tabilo               | enkelspel  |                      |                      |                      |                      |                      |                      |             |
| Nicolás Jarry Alejandro Tabilo | dubbelspel |                      |                      |                      |                      |                      |                      |             |

### Triatlon
Individueel
| Atleet         | Evenement | Zwemmen(1.5 km) | Rang 1 | Fietsen (40 km) | Rang 2 | Lopen(10 km) | Totaal Tijd | Ranking |
| -------------- | --------- | --------------- | ------ | --------------- | ------ | ------------ | ----------- | ------- |
| Diego Moya     | Mannen    | 21.05           | 27     | 51.31           | 30     | 33.54        | 1.47.47     | 28      |
| Gaspar Riveros | Mannen    | 22.14           | 43     | 53.47           | 35     | 32.29        | 1.49.48     | 38      |

### Volleybal

#### Beachvolleybal
| atleten                       | onderdeel | eerste ronde               | eerste ronde                         | eerste ronde                         | eerste ronde | tussenronde                      | achtste finale                   | kwartfinale          | halve finale         | finale / BM          | finale / BM    |
| atleten                       | onderdeel | tegenstander uitslag       | tegenstander uitslag                 | tegenstander uitslag                 | stand        | tegenstander uitslag             | tegenstander uitslag             | tegenstander uitslag | tegenstander uitslag | tegenstander uitslag | rang           |
| ----------------------------- | --------- | -------------------------- | ------------------------------------ | ------------------------------------ | ------------ | -------------------------------- | -------------------------------- | -------------------- | -------------------- | -------------------- | -------------- |
| Esteban Grimalt Marco Grimalt | mannen    | Mol - Sørum V 14-21, 16-21 | van de Velde - Immers V 19-21, 16-21 | Ranghieri - Carambula W 21-15, 23-21 | 3 q          | Dearing - Schachter W 21-1, 21-0 | Tijan - Younousse V 14-21, 13-21 | niet geplaatst       | niet geplaatst       | niet geplaatst       | niet geplaatst |

### Wielersport

#### BMX
Freestyle
| atleet                 | onderdeel           | plaatsingsronde | plaatsingsronde | finale | finale |
| atleet                 | onderdeel           | score           | rang            | score  | rang   |
| ---------------------- | ------------------- | --------------- | --------------- | ------ | ------ |
| Macarena Perez Grasset | freestyle (vrouwen) | 84,24           | 7               | 84,55  | 5      |

Race
| atleet          | onderdeel     | kwartfinale | kwartfinale | last chance run | last chance run | halve finale | halve finale | finale         | finale         |
| atleet          | onderdeel     | punten      | rang        | tijd            | rang            | punten       | rang         | uitslag        | rang           |
| --------------- | ------------- | ----------- | ----------- | --------------- | --------------- | ------------ | ------------ | -------------- | -------------- |
| Mauricio Molina | race (mannen) | 17          | 18 q        | 33,881          | 3 Q             | DNS          | DNS          | niet geplaatst | niet geplaatst |

#### Mountainbiken
| atleet          | onderdeel              | tijd    | rang |
| --------------- | ---------------------- | ------- | ---- |
| Martín Vidaurre | cross-country (mannen) | 1.29.00 | 11   |

#### Wegwielrennen
Vrouwen
| atleet        | onderdeel    | tijd    | rang |
| ------------- | ------------ | ------- | ---- |
| Catalina Soto | wegwedstrijd | 4.09.49 | 60   |

### Worstelen

#### Grieks-Romeinse stijl
Mannen
| atleet         | onderdeel | eerste ronde         | kwartfinale          | halve finale         | herkansing           | finale / BM          | finale / BM    |
| atleet         | onderdeel | tegenstander uitslag | tegenstander uitslag | tegenstander uitslag | tegenstander uitslag | tegenstander uitslag | rang           |
| -------------- | --------- | -------------------- | -------------------- | -------------------- | -------------------- | -------------------- | -------------- |
| Néstor Almanza | −67 kg    | Petic V 0 - 4VPO     | niet geplaatst       | niet geplaatst       | niet geplaatst       | niet geplaatst       | niet geplaatst |
| Yasmani Acosta | −130 kg   | Milov W 1 - 1VPO1    | Mohamed W 2 - 1VPO1  | Meng L W 1 - 1VPO1   | bye                  | López V 0 - 6VPO     | Zilver         |

### Zeilen
Mannen
| atleet          | onderdeel | race | race | race | race | race | race | race | race | race        | race        | race   | race   | race | netto punten | eindnotering |
| atleet          | onderdeel | 1    | 2    | 3    | 4    | 5    | 6    | 7    | 8    | 9           | 10          | 11     | 12     | M    | netto punten | eindnotering |
| --------------- | --------- | ---- | ---- | ---- | ---- | ---- | ---- | ---- | ---- | ----------- | ----------- | ------ | ------ | ---- | ------------ | ------------ |
| Clemente Seguel | ILCA 7    | 2    | 28   | 18   | 10   | 8    | 17   | 18   | 9    | geannuleerd | geannuleerd | n.v.t. | n.v.t. | 12   | 94           | 8            |

Vrouwen
| atleet             | onderdeel | race | race | race | race | race | race | race | race | race | race        | race   | race   | race           | netto punten | eindnotering |
| atleet             | onderdeel | 1    | 2    | 3    | 4    | 5    | 6    | 7    | 8    | 9    | 10          | 11     | 12     | M              | netto punten | eindnotering |
| ------------------ | --------- | ---- | ---- | ---- | ---- | ---- | ---- | ---- | ---- | ---- | ----------- | ------ | ------ | -------------- | ------------ | ------------ |
| María José Poncell | ILCA 6    | 37   | 42   | 37   | 36   | 39   | 37   | 27   | 37   | 28   | geannuleerd | n.v.t. | n.v.t. | niet geplaatst | 278          | 38           |

### Zwemmen
Mannen
| atleet            | onderdeel        | series  | series | halve finale | halve finale | finale         | finale         |
| atleet            | onderdeel        | tijd    | rang   | tijd         | rang         | tijd           | rang           |
| ----------------- | ---------------- | ------- | ------ | ------------ | ------------ | -------------- | -------------- |
| Eduardo Cisternas | 400 m vrije slag | 3.51,29 | 25     | n.v.t.       | n.v.t.       | niet geplaatst | niet geplaatst |

Vrouwen
| atlete          | onderdeel         | series   | series | halve finale | halve finale | finale         | finale         |
| atlete          | onderdeel         | tijd     | rang   | tijd         | rang         | tijd           | rang           |
| --------------- | ----------------- | -------- | ------ | ------------ | ------------ | -------------- | -------------- |
| Kristel Köbrich | 800 m vrije slag  | 8.46,46  | 15     | n.v.t.       | n.v.t.       | niet geplaatst | niet geplaatst |
| Kristel Köbrich | 1500 m vrije slag | 16.27,18 | 14     | n.v.t.       | n.v.t.       | niet geplaatst | niet geplaatst |